# Atletismo nos Jogos Pan-Americanos de 2011 - 3000 m com obstáculos feminino
A competição dos 3000 metros com obstáculos feminino foi um dos eventos do atletismo nos Jogos Pan-Americanos de 2011, em Guadalajara. Foi disputada no Estádio Telmex de Atletismo no dia 28 de outubro.

## Calendário
Horário local (UTC-6).
| Data          | Horário | Fase  |
| ------------- | ------- | ----- |
| 28 de outubro | 16:35   | Final |

## Medalhistas
| Ouro   | USA Sara Hall       |
| Prata  | COL Ángela Figueroa |
| Bronze | BRA Sabine Heitling |

## Recordes
Recordes mundial e pan-americano antes da disputa dos Jogos Pan-Americanos de 2011.
| Tipo                             | Atleta                   | Tempo   | Local          | Data                 |
| -------------------------------- | ------------------------ | ------- | -------------- | -------------------- |
|                                  | Gulnara Samitova-Galkina | 8:58.81 | Pequim         | 17 de agosto de 2008 |
| Recorde dos Jogos Pan-Americanos | Sabine Heitling          | 9:51.13 | Rio de Janeiro | 28 de julho de 2007  |

## Resultados

### Final
| Pos.              | Atleta           | País               | Tempo    | Obs.            |
| ----------------- | ---------------- | ------------------ | -------- | --------------- |
| Medalha de ouro   | Sara Hall        | USA Estados Unidos | 10:03.16 |                 |
| Medalha de prata  | Ángela Figueroa  | COL Colômbia       | 10:10.14 |                 |
| Medalha de bronze | Sabine Heitling  | BRA Brasil         | 10:10.98 |                 |
| 4                 | Mason Cathey     | USA Estados Unidos | 10:19.10 |                 |
| 5                 | Sara Prieto      | MEX México         | 10:23.22 | Recorde pessoal |
| 6                 | Sandra López     | MEX México         | 10:34.90 |                 |
| 7                 | Yoni Ninahuaman  | PER Peru           | 11:00.30 |                 |
| 8                 | Zuna Portillo    | ESA El Salvador    | 11:18.40 |                 |
| 9                 | Marlene Acuña    | ECU Equador        | 11:24.12 |                 |
| 10                | Evonne Marroquín | GUA Guatemala      | 11:50.31 |                 |
| 11                | Hilaria Patzy    | BOL Bolívia        | 11:56.42 |                 |
|                   | Beverly Ramos    | PUR Porto Rico     | DNF      |                 |

Legenda
| Recorde mundial                  | Recorde mundial (World record)               |                       | Recorde africano                      | Recorde africano (African) |                                           | Q | Classificado por posição (Qualified) |
| Recorde dos Jogos Pan-Americanos | Recorde pan-americano (Pan-American record)  | Recorde da América    | Recorde da América (Americas)         | q                          | Classificado por melhor tempo (Qualified) |   |                                      |
| Melhor marca do ano              | Melhor marca do ano (World leading)          | Recorde asiático      | Recorde asiático (Asian)              | DNS                        | Não largou (Did not start)                |   |                                      |
| Recorde nacional                 | Recorde nacional (National record)           | Recorde europeu       | Recorde europeu (European)            | DNF                        | Não terminou (Did not finish)             |   |                                      |
| Recorde pessoal                  | Recorde pessoal do atleta (Personal best)    | Recorde da Oceania    | Recorde da Oceania (Oceania)          | DSQ / DQ                   | Desclassificado (Disqualified)            |   |                                      |
| Recorde da temporada             | Recorde da temporada do atleta (Season best) | Recorde sul-americano | Recorde sul-americano (South America) | NM                         | Sem marca (No mark)                       |   |                                      |